# Jérôme Cardan
Pour les articles homonymes, voir Cardan.
Jérôme Cardan (en italien Gerolamo Cardano ou Girolamo Cardano, en latin Hieronymus Cardanus), né à Pavie le 24 septembre 1501 et mort à Rome le 21 septembre 1576, est un mathématicien, philosophe, astrologue, inventeur et médecin italien.
Sa méthode de résolution des équations du troisième degré eut pour conséquence l'émergence des nombres imaginaires. Cardan a donné son nom à un système mécanique permettant le gyroscope libre et ayant donné naissance au joint de transmission.

## Biographie

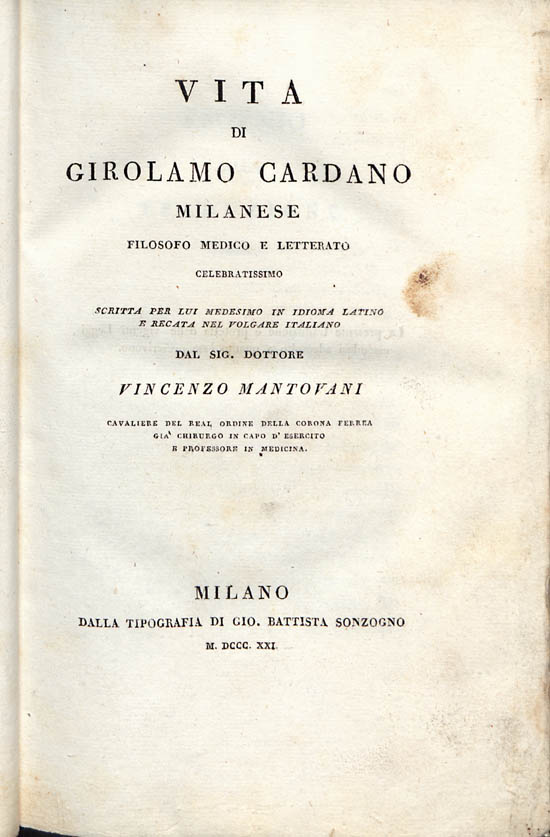
Page de titre du De propria vita, 1821.

Né à Pavie le 24 septembre 1501, il est le fils illégitime d'un docte juriste milanais, Fazio Cardano, jurisconsulte, ami de Léonard de Vinci, et d'une veuve, Chiara Micheri. Extraordinairement précoce et éduqué par son père, il est, dès sa jeunesse, célèbre comme astrologue et mage, avant de donner des preuves de son « esprit plus que divin », dans les mathématiques et les sciences naturelles. Il fait des études de médecine à Pavie et à Padoue, pour être reçu docteur en médecine en 1526.
Il est élu recteur de l'université de Padoue à 25 ans, en août 1525, par ses condisciples. Il devient médecin de village à Saccolongo pendant cinq ans. Il obtient une chaire de mathématiques à Milan en 1534, où il enseigne la géométrie et l'astronomie jusqu'en 1539, année où il est enfin agréé par le Collège des médecins de Milan. Sur décision du Sénat de Milan, il enseigne la médecine à Milan (1543 à 1544), puis à Pavie (1544-1550), Padoue, Bologne (1562-1570). Il publie son fameux Ars Magna (1545) sur les équations, et en 1548 éclate la querelle pour savoir qui a trouvé la solution des équations du troisième degré, entre lui et Tartaglia. Il voyage en Écosse (1552), en Angleterre et en France, montrant un grand talent de médecin, avec cependant de retentissants échecs en médecine ou astrologie.
Il traverse toute sa vie de douloureuses épreuves. Déjà sa mère avait essayé d'avorter de lui, et il dit de lui : jeune, « j'étais battu sans motif par mon père et ma mère ». Il perd sa femme, Lucia Bandarini (épousée en 1532), en 1546. En février 1560, son premier fils, Giovanni Battista (né le 14 mai 1534), médecin comme lui, fait manger un gâteau empoisonné à sa femme, Brandonia Seroni, qui vient d'accoucher d'un petit Fazio le 21 janvier 1560, après avoir eu une fille — Diaregina — et le trompe sans vergogne. Malgré les témoignages des experts qui affirment que la mort a été causée par la fièvre puerpérale, malgré les efforts désespérés de Cardan, le malheureux est condamné et exécuté : il est décapité en avril.

« […] on décida que sa tête serait épargnée si j'obtenais le désistement de la partie civile. La sottise de mon fils ne le permit pas : il s'était vanté de richesses qu'il n'avait pas, on exigeait ce qui n'existait pas. »

— Cardan, Ma Vie.
Peu de temps après, sa petite-fille Diaregina meurt. Cardan élèvera Fazio et fera de lui son légataire universel. Il veillera à le soustraire, tant au contact de la famille Seroni qu'aux mauvais exemples de son oncle Aldo.
Sa fille Chiara (née le 3 novembre 1535) reste stérile, alors qu'il souhaite ardemment une postérité. Tous ses espoirs sur ce point se reportent sur son petit-fils Fazio, dont la filiation est pourtant douteuse.
Les rapports avec son second fils, Aldo (né le 5 mai 1543), sont conflictuels. Depuis ses quatorze ans, il vagabonde à travers l'Italie : il est instable, violent, joueur acharné et sera parfois corrigé par une excessive brutalité de son père (oreille tranchée lors d'un repas arrosé…), qui n'hésitera pas à le chasser de sa maison, le faire emprisonner et le déshériter. Dans son dernier testament, il ne lui laisse qu'une rente viagère de six écus d'or par mois, pour son entretien, sous conditions qu'il ne réside pas dans la même ville que son neveu Fazio et ne s'en occupe pas. Le 22 juillet 1569, Aldo et Gian Paolo Eufomia, un étudiant qui sert de secrétaire au savant, forcent la porte de la maison de Cardan et lui volent argent et pierres précieuses. Excédé, Cardan cherche à obtenir le châtiment le plus sévère : l'étudiant est condamné aux galères à perpétuité, Aldo est seulement banni.
En 1570, sur dénonciation de son propre fils Aldo, l'Inquisition le fait arrêter à Bologne : accusé d'hérésie (pour avoir, entre autres, établi l'horoscope de Jésus-Christ — voir plus bas), il est condamné à verser 1 800 écus d'or et à passer 77 jours en prison puis 86 jours en résidence surveillée. En mars 1571, la décision de l'Inquisition est la suivante : il doit abjurer les erreurs contenues dans certains de ses ouvrages et renoncer à enseigner et publier de nouveaux livres. Il est radié de l'université de Bologne et rejoint Rome en octobre 1571, sans doute pour se rapprocher de ses protecteurs, les cardinaux Morone, Alciat et Borromée, qui n'étaient pas restés inactifs pendant son procès. Sa situation est mauvaise : ses biens sont séquestrés par le Trésor pontifical et, à 70 ans, il doit reprendre les consultations.
Enfin le vent tourne. En 1571, à Rome, il parvient à entrer en faveur auprès du pape Pie V et obtient une pension du pape Grégoire XIII. Il est agréé au Collège des médecins de Rome. Il fait graver sur sa maison sa devise : « Le temps est ma possession et mon champ ». D'après l'historien et homme politique de Thou, il meurt le 21 septembre 1576 à Rome. Il est enterré à Rome mais, plus tard, son petit-fils fera déplacer son tombeau à Milan : il reposera dans le monastère San Marco, à côté de son père Fazio et de son fils Giovanni Battista, comme il le demandait dans son testament.

## Personnalité

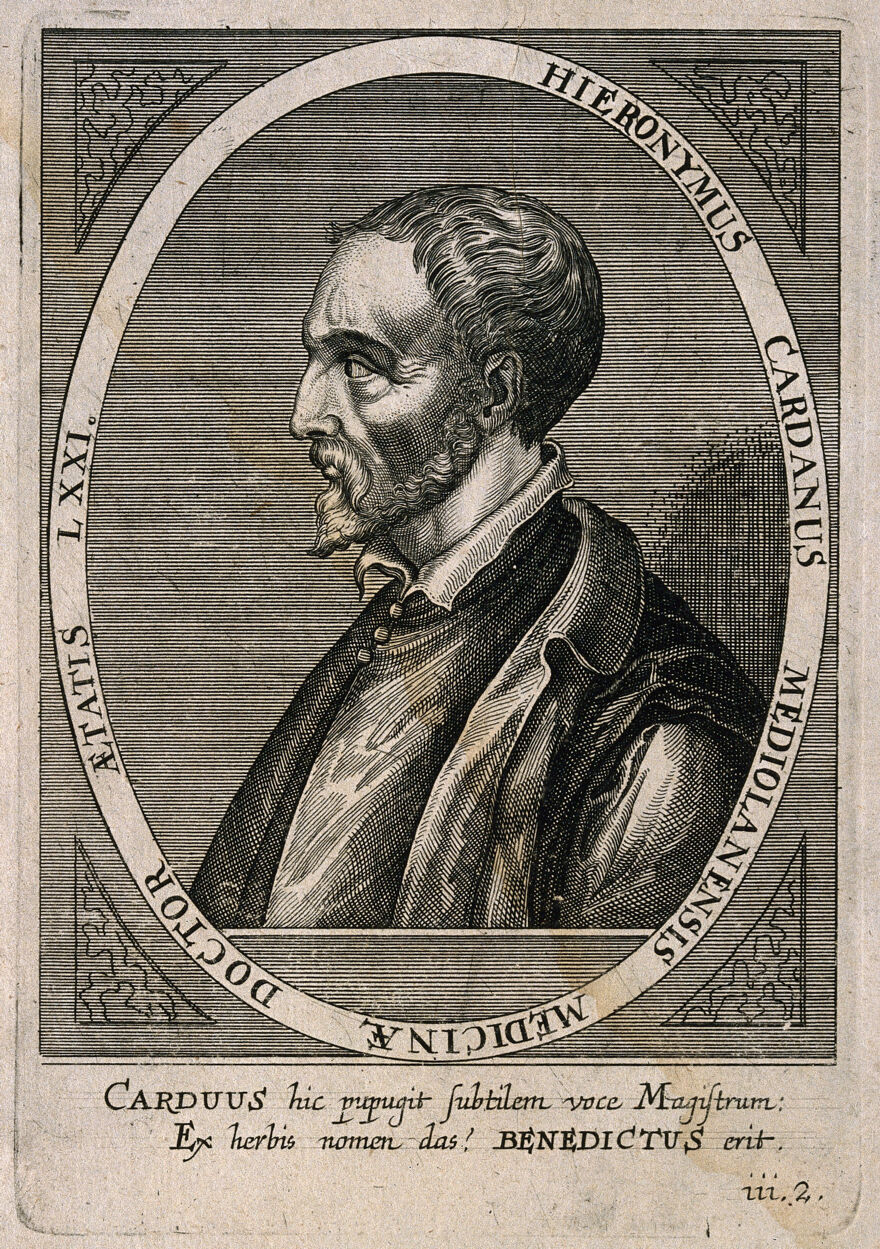
Jérôme Cardan.

Jusqu'en 1542, Cardan est un joueur passionné, jouant (et perdant) beaucoup aux dés et aux cartes, ainsi qu'au jeu d'échecs.
En révélant les procédés de résolution des équations, il est accusé de plagiat. Le mathématicien Niccolò Fontana Tartaglia lui reproche de lui avoir volé le secret de la résolution de l'équation du troisième degré, qu'il lui avait révélé sur un papier. Mais Cardan estimait que ce secret était déjà connu de Scipione del Ferro. Quant à la résolution de l'équation du quatrième degré, il la doit à son disciple Ludovico Ferrari.
Il prétend avoir un démon ou génie familier. Il croit aux rêves. Il pense avoir un don de divination.
Il se dit doué d'une clairvoyance surnaturelle, et profère des opinions si extravagantes pour ses contemporains qu'on le dit parfois enclin à des accès de folie. Les défauts qu'il affiche, dont des perversions sexuelles ou un goût marqué pour la magie, de même que son caractère irascible, lui attirent de nombreux ennemis, tant chez les savants que chez les théologiens. Ces derniers le rangent au nombre des athées. Jules César Scaliger concentre plus particulièrement ses attaques sur le traité De subtilitate : il prétend même avoir réussi à faire mourir Cardan de chagrin par ses critiques ; en réalité, dans une préface, il comble Cardan de louanges et témoigne un regret extrême d'avoir remporté une victoire qui coûte la perte d'un si grand homme à la république des lettres.
Féru d’astrologie, il réalise, dans son De astrorum judiciis libros commentaria. Commentaire à l'astrologie judiciaire de Ptolémée (1552, 1re éd. 1554), un horoscope du Christ, qui explique que la Passion correspond à la conjonction des planètes, ce qui lui vaut, en 1570, d’être arrêté par l’Inquisition pour hérésie. L'Inquisition, en date du 22 mars 1571 lui adresse d'autres reproches : dans le De subtilitate, il considère les trois religions monothéistes comme égales, dans le De animi immortalitate il tient le dogme de l'immortalité pour préjudiciable à la société humaine, dans le De varietate il semble douter des miracles et de la sorcellerie.
Jules César Scaliger puis Jacques-Auguste de Thou, hostiles à Cardan, ont prétendu que Cardan aurait pu cesser de s'alimenter  pour que la prédiction astrologique qu'il avait faite de sa propre mort se trouvât justifiée. En réalité, rien ne vient étayer cette hypothèse, mais il est intéressant de noter que, d'après Cardan lui-même, son père mourut en 1524, en cessant de s'alimenter pendant 9 jours. Par ailleurs, Cardan ne semble jamais avoir prédit qu'il mourrait le 21 septembre 1576 ; par contre, il avait prédit, dans un de ses horoscopes (version parue à titre posthume en 1578), qu'il mourrait le 5 décembre 1573 ou le 23 juillet 1571, (dans la version de 1553 de ce même horoscope, ces dates n'apparaissent pas). Pourtant, depuis les écrits de Scaliger et de Thou, on lit souvent qu'il décéda à la date prévue, âgé de 75 ans moins trois jours.
Il a écrit sur la physiognomonie, la chiromancie, la magie naturelle.
Quelques semaines avant sa mort, il termine son autobiographie, De propria vita, qui rencontre une certaine notoriété. Par provocation sans doute, Cardan a lui-même énuméré dans cette autobiographie les défauts et les vices dont l'accusent ses détracteurs.

## Découvertes

### Mathématiques, cryptographie
Entre autres, il est le premier à introduire des idées générales à la théorie des équations algébriques. Sa méthode de résolution des équations du troisième degré a pour conséquence l'émergence des nombres imaginaires, qui deviendront nos nombres complexes au XIXe siècle (voir Méthode de Cardan) et Ars Magna. Dans De subtilitate, il décrit le fonctionnement d'un petit dispositif probablement d'origine chinoise, le jeu des anneaux de Cardan, également connu sous le nom de jeu du baguenaudier.
Son nom est également associé à une méthode de stéganographie, la grille de Cardan, utilisant une grille à trous masquant une partie d'un texte pour révéler les mots utiles. Elle deviendra plus tard une méthode de cryptographie quand la grille pourra être déplacée d'un quart de tour selon la technique de Eduard Fleissner von Wostrowitz et popularisée dans le roman Mathias Sandorf de Jules Verne.
Cardan est le premier à décrire des hypocycloïdes dans De proportionibus. En 1539, il explique avec des exemples concrets dans Practica arithmetice et mesurandi singularis, comment calculer le volume d'un tonneau, problème auquel plusieurs mathématiciens, dont Johannes Kepler, ont apporté des solutions au fil du temps.

### Mécanique, optique, physique

Principe de fonctionnement du joint de Cardan

En mécanique, il est l'éponyme — mais pas l'inventeur — de la suspension à cardan, un système mécanique permettant le gyroscope libre, que Cardan modernise pour donner naissance au joint de Cardan, ancêtre du joint de transmission. La découverte figure dans le De subtilitate. Robert Hooke, au XVIIe siècle, perfectionnera ce mécanisme pour réaliser un joint brisé, dit aussi joint universel.
Une autre découverte de Cardan améliore la chambre noire décrite et dessinée par Léonard de Vinci en 1515. Il remplace le petit trou de cette chambre par une lentille de verre, ce qui permet de dessiner les perspectives avec exactitude. Il a ainsi inventé l'objecif, composante fondamentale des futures chambres photographiques.
Il invente et décrit en partie d'autres dispositifs mécaniques, tels que la serrure à combinaison, des mécanismes d'horlogerie et des norias. Dans le domaine encore balbutiant de la physique, il démontre que la relation entre les densités de l'air et de l'eau est de {\displaystyle {\frac {1}{50}}} et ouvre un débat de fond sur le mouvement des projectiles. Parmi d'autres affirmations étonnantes, malgré l'absence de démonstration, il soutient que l'atome est composé de particules encore plus petites, car il peut « se rompre ».

### Théorie des probabilités
Il a avancé le premier exposé du calcul des probabilités dans un livre intitulé Liber de ludo aleae (Livre du jeu de hasard), écrit sur près de quarante années et achevé vers 1564, mais non publié jusqu'en 1663 pour des raisons obscures. Le livre contient des analyses de plusieurs méthodes de tricheries et des conseils pour s'en protéger. Il y est question d'« égalité » au sens mathématique, mot qui pour Cardan équivaut à « probabilité » et de « circuit ou révolutions », concept qui semble correspondre à l'ensemble des cas possibles ou « espace d'échantillon ». Au chapitre XIV, Cardan donne ce que certains historiens et spécialistes considèrent comme la première définition de la probabilité classique, ou probabilité mathématique : « Il y a donc une règle générale, c'est-à-dire que nous devons considérer le circuit tout entier, et quel résultat peut sortir de tel nombre de tirage de cartes, et comparer ce nombre avec le nombre qui reste du circuit, et en accord avec cette proposition, établir les paris pour jouer dans des conditions équitables ».
D'un point de vue philosophique, le livre contient un exposé d'arguments en faveur ou contre le jeu de hasard, d'un point de vue moral, en se basant notamment sur le concept de justice tel que l'a défini Aristote,.

## De subtilitate

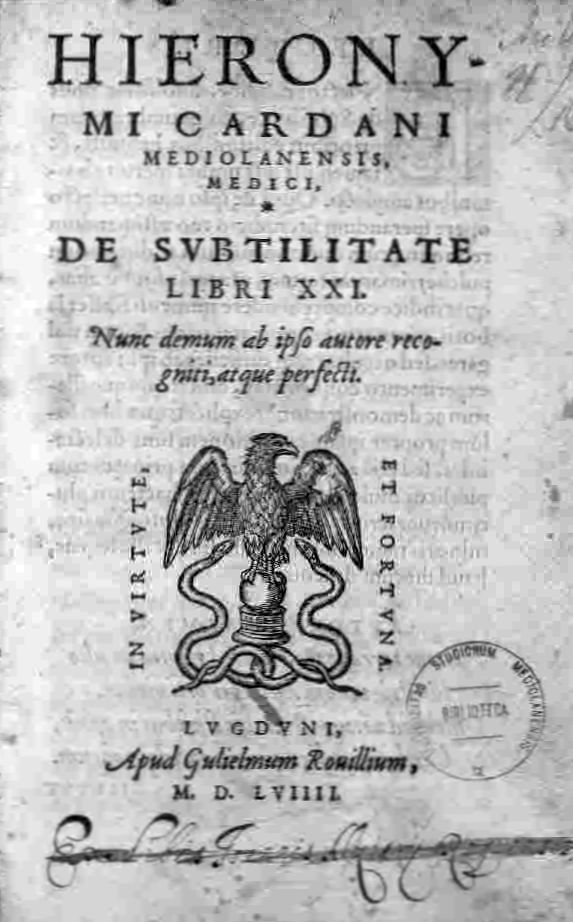
De subtilitate, édition de 1559.

Le De subtilitate, publié en 1550, a un large écho, faisant l'objet de pas moins de quinze éditions de 1550 à 1642 ; la traduction française, par Richard Leblanc, est éditée sept fois. L’ouvrage est sévèrement critiqué dès 1557 par Jules César Scaliger, ce qui ne fait qu'accroître la renommée de ses thèses. Dans ce livre, Cardan affirme l'existence d'une transformation des espèces, dans les limites du genre, prenant l'exemple du chien qui serait issu du loup, et qui redeviendrait loup si laissé à la vie sauvage, tandis qu'au contraire le loup domestiqué deviendrait chien, ou encore l'exemple de l'enfant sauvage qui redeviendrait animal. Selon l’historien des sciences Pierre Duhem, Cardan s'est inspiré des thèses de Léonard de Vinci concernant la géologie, ce dernier ayant été l'un des premiers à concevoir l'immense durée du temps géologique.

Selon Jean-Claude Margolin : 
« Le De subtilitate fait de l'Univers un immense corps vivant. On retiendra de cette vaste encyclopédie quelques idées importantes sur la diversité des œuvres de la nature, l'existence d'une sorte de jeu raisonné de cette dernière, la 'magie naturelle', les monstres et prodiges, réintégrés dans une organisation intelligible de l'Univers, la réduction des quatre éléments à trois (air, terre, eau, le feu étant considéré comme un mode d'existence de la matière) et des quatre qualités à deux (le chaud et l'humide), une conception originale du mouvement. Le De rerum varietate a pour dessein manifeste de relier à un principe unique, indivisible et absolument simple l'infinie diversité des choses humaines et divines, des phénomènes naturels, des genres et des espèces qui peuplent la mer, le ciel et la terre. C'est par le recours constant à l'analogie, véritable instrument de découverte et modalité du raisonnement, que Cardan parvient à maintenir l'unité du tout, en sauvegardant en même temps la distinction de ses parties. Fondant sa compréhension de l'Univers sur le schéma traditionnel du microcosme et du macrocosme, il fait de l'homme le témoin, voire l'agent de la cohésion intime des parties du cosmos animé. »
Cardan a aussi une connaissance de la kabbale et une philosophie de la gnose[réf. nécessaire].

## Le traité des songes
Un autre ouvrage de Cardan mérite d'être cité, c'est le Synesiorum somniorum omnis generis insomnia explicantes libri quattuor, en abrégé Le traité des songes, d'abord publié à Bâle en 1562. La première partie de l'ouvrage traite des généralités sur la question des rêves. Le principe interprétatif de Cardan part d'une cause physique, tout comme la théorie de Sigmund Freud. Pour Cardan, les rêves ne peuvent pas être interprétés « sinon comme une chose naturelle, comme signal et conjecture ». Si on les analyse, « non seulement nous acquérons la connaissance du futur, mais aussi la façon de tirer profit de cette connaissance ».
La seconde partie de l'ouvrage s'intitule « Des caractéristiques propres aux songes », et traite des différents types de rêves. Cardan les regroupe selon les catégories suivantes : « obscurs, qui s'oublient », « incomplets, qui nous semblent interrompus par le réveil », « récurrents », « importants, terribles, fatals » et enfin « composés ». Il évoque ainsi « l'extase » et le « tremblement » et, ce qui est plus intéressant, cherche à l'intérieur même du rêve des clés de son interprétation.
Dans la troisième partie de l'ouvrage, intitulée « Au sujet des songes », Cardan chante les louanges de l'interprétation onirique. Ainsi, dans le passage « De la nécessité des devins », il soutient ceci : « Étant donné que de nombreuses causes brouillent l'interprétation des songes, il est presque toujours nécessaire de recourir à eux [les devins] pour parvenir à les réduire aux cinq types, car non seulement ils comprennent la cause dont procède l'obscurité des songes, mais ils savent aussi les expliquer ».
Quant à la quatrième et dernière partie, Cardan recense, sous le titre « Exemples » plusieurs cas de rêves faits par d'autres et un long développement intitulé « Sur mes propres songes », où, soudain libéré de son personnage, il raconte très librement ses expériences oniriques.
Le livre de Cardan trouve vite son public, mais il est aussi l'objet de satires, diffusé et lu avec précaution, par crainte des poursuites de l'Inquisition. Il faut attendre le XXe siècle pour que Sigmund Freud, au début de sa carrière, hisse cette question au rang de science. Il a écrit que l'une de ses principales sources d'inspiration a été le Traité des songes de Cardan, auteur qu'il considérait comme un véritable pionnier en la matière.

## Critiques
- Jean-Jacques Rousseau : « Un homme plus vain que Montaigne mais plus sincère est Cardan. Malheureusement ce même Cardan est si fou qu’on ne peut tirer aucune instruction de ses rêveries. D’ailleurs qui voudroit aller pêcher de si rares instructions dans dix tomes in folio d’extravagances ? »[n 5]
- Gottfried Wilhelm Leibniz : « Cardan, avec tous ses défauts, fut un grand homme. Sans ces défauts, il aurait été inégalable »
- Johann Wolfgang von Goethe : « Cardan avait une façon simple de se consacrer à la science. Il la mettait avant tout en relation avec lui-même, sa personnalité, les péripéties de sa vie. Ainsi, son œuvre exprime-t-elle un naturel et une vivacité qui nous subjuguent, nous rafraîchissent et nous disposent à l'action […] »[43].

## Ouvrages (sélection)
Cardan est le fils de l'imprimerie, l'une des grandes inventions de ce temps. Auteur prolifique, ses œuvres complètes, écrites en latin, atteignent 9 000 pages. Il a même fait l'inventaire de ses propres livres — avec De libris propriis — en 1554, en détaillant le contenu et la forme de tous ses ouvrages. Il confesse : « Le dessein et le désir de perpétuer mon nom se sont présentés à mon esprit aussi précocement que j'ai été lent à les réaliser[...] Je voyais bien qu'il y avait deux classes d'existence : l'une élémentaire, que nous partageons avec les animaux et les plantes, l'autre qui n'appartient qu'à l'homme, dont les actes visent à lui apporter la gloire ».
- Arcana politica, sive de prudentia civili liber (1544, 1re éd. 1635), trad. : La science du monde, ou la sagesse civile, 1652, 7-467 p.
- Ars magna, sive de regulis algebraicis liber unus, Nuremberg, 1545, trad. : Le grand art ou Les règles algébriques, traduit pour la première fois du latin en français, par Jean Peyroux, Bordeaux et Paris, diff. A. Blanchard, 2005, 155 p. Procédés de résolution des équations du 3e degré (Niccolo Tartaglia) et du 4e degré (Ludovico Ferrari), théorie des équations algébriques
- De astrorum judiciis libros commentaria (Commentaire sur l'astrologie judiciaire de Ptolémée, 1552, 1re éd. 1554)
- Commentariorum in Ptolemaeum de Astrorum judiciis libri IV (1552, 1re éd. 1554). Astrologie.
- De rerum varietate, Bâle, 1557. Complément du De subtilitate.
- De metoposcopia (1558, 1re éd. 1658), trad. (1658) : De la métoposcopie, Paris, Aux amateurs de livres, 1990, VIII-225 p. Divination physiognomonique par l'aspect du front.
- Opus novum de proportionibus numerorum, motuum, ponderum, sonorum, aliorumque mensurandum (1570). Mécanique, hydrodynamique.
- Practica arithmetica et mesurandi singularis (1539).
- De animi immortalitate (De l'immortalité de l'âme, 1545).
- Proxeneta (1566, 1re éd. 1627), trad. : La science du monde ou La sagesse civile.
- De rerum varietate (De la variété des choses, 1557) : Opera omnia t. III. Achèvement du De subtilitate. Sur le monde physique (livres I-VIII), les arts et métiers (livres IX-XIII), la divination (livres XIV-XVII).
- De sapientia (De la sagesse, 1544) : Opera omnia t. I. Premier traité encyclopédique de Cardan.
- De subtilitate (1547), 1re éd. 1550, Nuremberg, trad. : De la subtilité et subtiles inventions, ensemble les causes occultes, et raisons d'icelles. Paris, Charles Langelier, traduit par Richard Le Blanc, 1556, rééd. 1642, 478 p. (l'édition en ligne est celle de 1554). Selon Brunet, la traduction a été faite sur le texte de 1554 et elle en reproduit les passages censurés. Sur les principes (matière, forme, vide, etc.), éléments du ciel, de la lumière, des mixtes, des métaux, des pierres, des animaux, de l'homme (livres I-XII), les sens, l'âme, l'intellect (livres XIII-XVIII), les démons, les anges, Dieu (livres XIX-XXI). Second traité encyclopédique de Cardan.
- De utilitate ex adversis capienda, Petri, 1561, 1161 p. (lire en ligne).
- De vita propria, 1575-1576, 1re éd. 1643, trad. : Ma vie, Paris, Belin, par Jean Dayre (1936) révisée par Étienne Wolff, Paris, Belin, 1992, 284-XLIV p. ; Le livre de ma vie. De vita propria ; introduction, édition et traduction par Jean-Yves Boriaud, Paris, les Belles Lettres, 2020. (Les classiques de l’humanisme ; 52)  (ISBN 978-2-251-45025-4).
- De sanitate tuenda, 1580. Traité médical.
- Liber de ludo aleae (Livre du jeu de hasard, vers 1564, 1re éd. 1663 dans les Opera omnia), Milan, F. Angeli, 2006, 426 p.  Découverte du calcul des probabilités. Trad. an. : Øystein Ore, Cardano, the gambling scholar, Princeton, 1953.

### Œuvres
- Ses œuvres ont été réunies par Charles Spon, 10 volumes in-fol., Lyon, 1663 : Opera omnia ; vol. 1 : sur sa vie ; vol. 2 : sur les adversités, la nature, Théon, les secrets, les éléments, les éclairs ; vol. 3 : De subtilitate, De rerum varietate ; vol. 4 : sur les propriétés des nombres ; vol. 5 : sur l'astronomie/astrologie ; vol. 6 : sur la médecine ; vol. 7 : sur la nourriture ; vol. 8-9 : sur Hippocrate ; vol. 10 : sur la philosophie, la morale, les inventions, la musique, l'arithmétique, l'anatomie, l'homme civilisé, les animaux, les plantes, les maux surprenants, les cycles planétaires (livre VIII 10.20), les mathématiques, l'histoire des métaux, des  animaux, des plantes, sur l'âme, sur le savoir.
- La plupart de ses écrits ont été mis à l'Index librorum prohibitorum par l’Église catholique  .

## Honneur
L'astéroïde (11421) Cardan est nommé en son honneur.